# Филотей Вриениос
Филотей Вриениос (на гръцки: Φιλόθεος Βρυέννιος) е гръцки духовник, серски (1875 - 1877) и никомидийски митрополит (1877 - 1910) на Цариградската патриаршия, известен като откривател на раннохристиянското съчинение Дидахе в 1873 година. Освен това Филотеос е директор на Семинарията на Халки, директор на Великата народна школа и член на Светия Синод (1877-1884, 1894-1896, 1904-1910).

## Биография

### Ранни години
Роден е в бедно семейство в 1833 година със светското име Теодорос (Θεόδωρος) в цариградския квартал Татавла. Фамилията му е неизвестна. Получава началното си образование в местните училища. Тъй като родителите му нямат необходимите средства, за да може той да продължи образованието си, Теодорос е принуден да пее в църквата „Свети Димитър“ в Татавла. Теодорос е взет под опеката на митрополит Йоаким Кизически, с чието съдействието е приет в Семинарията на остров Халки. Ръкоположен е за дякон и получава духовното име Филотей. Тъй като се отличава в учението получава от директора на училището Константин Ставруполски (Типалдос) и епитета Вриениос. След като се дипломира от семинарията през 1856 година, получава стипендия от Георгиос Зафирис и заминава за Германия, където продължава своето богословско и философско образование в университетите в Лайпциг, Берлин и Мюнхен.

### Директор на Семинарията на Халки
В началото на 1861 г. той е поканен от своя ментор митрополит Йоаким, вече константинополски патриарх, и е назначен за професор по църковна история, херменевтика и други богословски предмети в Семинарията на Халки. През 1863 г. е ръкоположен за свещеник и архимандрит и оглавява Семинарията, тъй като Типалдос се пенсионира поради старост. Вриениос е начело на „либералната“ партия, която се противопоставя на консерваторите, начело с Типалдос. През септември 1867 година подава оставка като директор на Семинарията.

### Директор на Великата народна школа
През 1867 г., когато Григорий VI (1867 - 1871) заема вселенския престол за втори път, Филотей е назначен за учител и директор на Великата народна школа във Фенер и управлява училището 7 години. По време на неговия мандат там е удостоен от гръцкото правителство със златен кръст на Ордена на Спасителя. Работи като член на Централната комисия по образование, заместник-председател на Асоциацията за семинарно образование и куратор на Централната семинария. През 1872 г. участва в работата на Местния събора, който се занимава с проблема с българската църква. През август 1875 г. заедно с архимандрит Йоан Анастасиадис и дякон Филарет Вафидис представлява Вселенската патриаршия на икуменическата конференция, проведена в Бон.

### Серски митрополит
Когато той се връща от Германия, патриарх Йоаким II, го кара да стане серски митрополит, тъй като катедрата се нуждае от човек познаващ добре български и турски. Филотей отказва, но по-късно приема след уверение, че скоро ще бъде преназначен на някоя от „старите“ митрополии и на 8 август 1875 г. е избран за митрополит на Сяр. Ръкоположен е на 31 август 1875 година в патриаршеската катедрала „Свети Георги“ от патриарх Йоаким II в съслужение с митрополитите Никодим Кизически, Калиник Халкидонски, Кесарий Писидийски, Йоаким Лемноски, Антим Белградски и Герман Коски.
След смъртта на митрополит Дионисий Никомидийски на 21 август 1877 г., на 24 август Филотеос, с подкрепата на Георгиос Зафирис, е избран от Светия синод в Халки за никомидийски митрополит. Филотей остава в Цариград като член на Светия Синод от октомври 1877 до октомври 1884 г. и играе важна роля в първата фаза на въпроса за Прономията на Вселенската патриаршия.

### Никомидийски митрополит
През март 1880 г. заедно с митрополит Герасим Филаделфийски и юриста Александрос Наум е изпратен в Букурещ като представители на православните патриаршии на Изтока (Константинопол, Йерусалим, Александрия и Антиохия) и автокефалните църкви за дискусии с румънското правителство относно съдбата манастирските имоти, конфискувани през 1862 г. от Александру Йоан Куза. През същата година му е присъдена докторска степен по теология от Атинския университет, а през 1884 г. е удостоен със същата степен от Единбургския университет. През 1896 г. той заминава за Москва заедно с Василий Анхиалски, където той представлява Вселенската патриаршия на коронацията на цар Николай II.
Участва в работата на Светия синод (1877-1884; 1894-1896; 1904-1910) и е председател на Централната образователна комисия на Патриаршията, както и регистратор на Регистъра на Семинарията на Халки. При конфликта между поддръжниците и противниците на патриарх Йоаким III Филотей първоначално е яростен антийоакимист, но по-късно променя отношението към Йоаким III по време на втория му патриархат (1901 – 1912).
Филотей внимателно ръководи организацията на митрополията, създава и възстановява църкви и училища. Възстановява сградата на митрополията, разположена до катедралната църква. В задачата си да подкрепя образователните институции в региона на Никомидия, Филотей е подпомогнат в голяма степен от Георгиос Зафирис, който дарява 600 османски лири за построяването на училище.
През 1910 година Филотей подаде оставка като митрополит поради напреднала възраст и увреждане на зрението. Оттегля се в Семинарията на Халки с титлата доживотен почетен президент на Регистъра на училището, но не прекратява писмовната си дейност. Умира на 5 (18) ноември 1917 г. на възраст от 85 години в Семинарията на Халки и е погребан двора на училището. Днес мощите му се съхраняват в гроб зад църквата на училището с мраморен кръст, направен от самия него на младини, докато работи при Христофис Пасхалидис.

## Трудове
Филотей става известен на Запад с публикациите си на два важни раннохристиянски документа от ръкопис, който той открива в 1873 г. в Йерусалимския манастир на Божи гроб в гръцкия квартал на Цариград. Ръкописът съдържа:
- Синопсис на Стария и Новия Завет от Йоан Златоуст;
- Посланието на Варнава;
- Първото послание на Климент до коринтяните;
- Второто послание на Климент до коринтяните;
- Учението на 12те апостоли (Дидахе);
- Писмо от Мария от Касоболи;
- 12 послания на Псевдо-Игнатий;[3]

Посланията са публикувани през 1875 година, а Дидахе в 1883 година, като и в двете публикации Филотеос прави ценни бележки. В 1882 година патриарх Йоаким III и Светия Синод възлагат на Филотей да отговори на енцикликата на папа Лъв XIII и Филотей публикува серия статии в списанието на Патриаршията „Еклисастики Алития“, които по-късно са събрани в книга. Филотей е автор и на много други статии.